# Stanisław Skolimowski

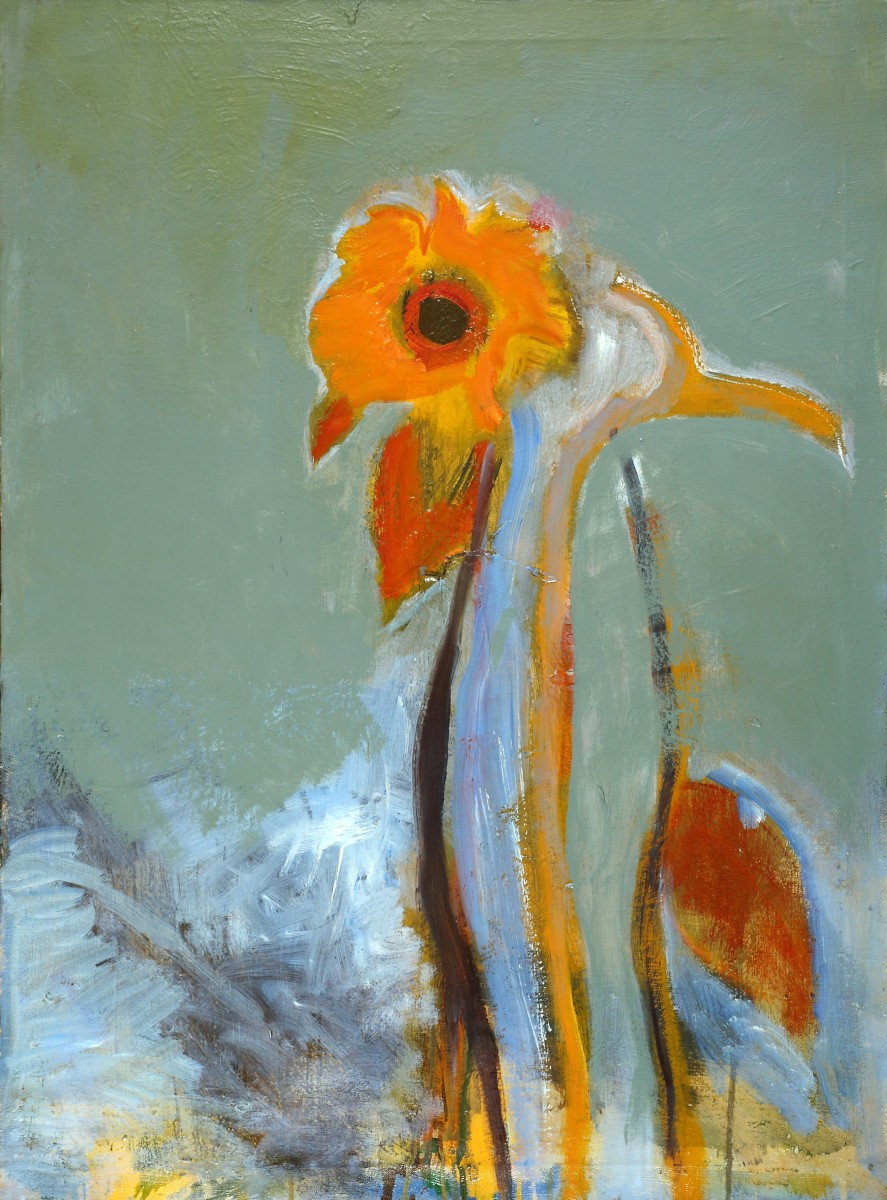
Stanisław Skolimowski „Słonecznik”, 2010, olej na płótnie, ze zbiorów Muzeum Kultury Kurpiowskiej w Ostrołęce

Stanisław Skolimowski (ur. 20 kwietnia 1937 w Mławie, zm. 22 września 2014 w Ostrołęce) – polski artysta malarz i pedagog, związany z Galerią Ostrołęka.

## Życiorys
Pochodził z rodziny rzemieślniczej, syn Zygmunta i Genowefy z d. Siedlecka. Uczęszczał do SP nr 4 w Siedlcach i SP nr 5 w Ostrołęce (1951). W 1952 roku ukończył Gimnazjum im. S. Leszczyńskiego w Ostrołęce (obecnie I LO im. gen. Józefa Bema), potem Państwowe Liceum Techniki Teatralnej w Warszawie. W latach 1957–1963 studiował na Akademii Sztuk Pięknych w Warszawie na Wydziale Malarstwa. W 1963 roku obronił dyplom z wyróżnieniem pod kierunkiem prof. Artura Nachta-Samborskiego. Po ukończeniu studiów przez dziewięć lat pracował jako dekorator w sklepach Miejskiego Handlu Detalicznego w Ostrołęce, a jednocześnie uczył rysunku i malarstwa w ostrołęckim liceum. Prowadził osiedlowe ognisko plastyczne. Był członkiem Towarzystwa Przyjaciół Ostrołęki oraz Związku Polskich Artystów Plastyków. Uprawiał różne gatunki malarstwa – głównie pejzaż, martwą naturę, portret, kompozycje i malarstwo ścienne. Stworzył ponad tysiąc rysunków i ok. 250 obrazów w różnych technikach. Inspiracje do prac czerpał głównie z nadnarwiańskich krajobrazów oraz z historii Ostrołęki i regionu. By połączyć ludzi kultury, zainicjował Kurpiowskie Plenery Malarsko-Literackie, które odbywały się w latach 1976–2018, owocując wystawą poplenerową i albumem. W rozmowie z Barbarą Kalinowską stwierdził: „Być malarzem, to znaczy mieć naturę poetycką. Widzieć więcej i czuć więcej”.
Od 1963 roku mieszkał w Ostrołęce. Spoczął na miejscowym cmentarzu parafialnym.
Jego prace znajdują się w zbiorach muzealnych, a także w prywatnych kolekcjach w Polsce i na świecie. Mawiał: „Nie maluję po to, by żyć. Żyję, dlatego maluję”. W 2018 roku otwarto w Muzeum Kultury Kurpiowskiej w Ostrołęce wystawę stałą „Stanisław Skolimowski. Nierzeczywiste” – artefakty i obrazy z ekfrazami Karola Samsela.

## Nagrody i odznaczenia
- I nagroda Związku Polskich Artystów Plastyków za obraz „Pejzaż jesienny” (1968)[8],
- Brązowy Krzyż Zasługi,
- „Za zasługi dla województwa ostrołęckiego”,
- „Zasłużony Działacz Kultury”,
- „Za zasługi dla województwa warszawskiego”,
- Honorowa Odznaka „Za Zasługi dla Miasta Ostrołęki”
- Honorowy Obywatel Gminy Kadzidło
- Laureat Nagrody Kurpiowskiego Nepomuka

Źródło: Słownik biograficzny Kurpiowszczyzny XX wieku.

## Wystawy
Indywidualne:
- 1971 – Wystawa rysunku i malarstwa, Zakładowy Dom Kultury, Ostrołęka
- 1972 – Wystawa malarstwa, redakcja miesięcznika „Życie i Myśl”, Warszawa
- 1974 – Wystawa malarstwa, Ośrodek Kultury Polskiej, Londyn
- 1975 – Wystawa prac, Muzeum Okręgowe, Ostrołęka
- 1986 – Wystawa prac, Muzeum Okręgowe, Ostrołęka
- 2004–2005 – Wystawa Malarstwa, Muzeum Kultury Kurpiowskiej, Ostrołęka

Zbiorowe:
- 1964 – Wystawa Młodych, Klub MPiK, Warszawa
- 1964–1970 – Wystawa warszawskiego okręgu ZPAP
- 1968 – Wystawa Młodego Malarstwa, Warszawa
- 1969 – Wystawa Gwasz, akwarela, rysunek, Warszawa
- 1970 – Wystawa malarstwa polskiego, Szwecja
- 1972 – Wystawa malarstwa polskiego, Finlandia
- 1972 – Wystawa malarstwa Spojrzenie na krajobraz, Kraków
- 1975 – Wystawa malarstwa, Muzeum Narodowe, Warszawa
- 1975 – Salon Letni, Warszawa
- 1976 – VI Festiwal Sztuk Pięknych, Warszawa
- 1994 – Wystawa Poeci i malarze ostrołęccy, Muzeum Okręgowe, Ostrołęka
- 1995 – Wystawa Artystyczna Ostrołęka ’94, Galeria Ostrołęka
- 1997 – Środowiskowe Biennale Sztuki Profesjonalnej, Galeria Ostrołęka
- 1999 – Wystawa Od malarstwa do sztuki przestrzennej, Muzeum Kultury Kurpiowskiej, Ostrołęka
- 2000–2002 – Wystawa Pejzaż Mazowsza i Podlasia, Bieżuń, Opinogóra, Warszawa, Ciechanowiec

Publikacje o Stanisławie Skolimowskim:
- Stanisław Skolimowski – malarstwo, red.: Barbara Kalinowska, Zenon Kowalczyk, Jadwiga Nowicka, Maria Rochowicz, Sławomir Rochowicz, Alfred Sierzputowski, Hanna Małgorzata Witczak; wybór prac: Barbara Kalinowska, Zenon Kowalczyk, Towarzystwo Przyjaciół Ostrołęki, Ostrołęka 2004, ISBN 83-88169-31-9
- Karol Samsel, Mistrzowie francuskiej szkoły barbizońskiej: ekfrazy do obrazów Stanisława Skolimowskiego, Jacka Sienickiego i Sławomira Rochowicza, Muzeum Kultury Kurpiowskiej, Ostrołęka 2019, ISBN 978-83-953620-0-2
- Czesław Parzych, Cóż ze sprawami snów się stanie?...: o Staszku Skolimowskim, „Przydroża”, nr 2 (2015), s. 53–57